# ریج‌وی (میزوری)
ریج‌وی (به انگلیسی: Ridgeway) یک شهر در ایالات متحده آمریکا است که در شهرستان هریسون، میزوری واقع شده‌است. ریج‌وی ۳٫۱۹ کیلومتر مربع مساحت و ۴۶۴ نفر جمعیت دارد و ۳۲۲ متر بالاتر از سطح دریا واقع شده‌است.